# Jean-Luc Nancy
Jean-Luc Nancy, född 26 juli 1940 i Bordeaux, död 23 augusti 2021 i Strasbourg, var en fransk filosof, professor emeritus i filosofi vid Strasbourgs universitet.
Nancys första bok, publicerad 1973, var Le titre de la lettre, en genomgång av den franska psykoanalytikern Jacques Lacan, skriven i samarbete Philippe Lacoue-Labarthe. Nancy har skrivit flera böcker om teoretiker, inklusive La remarque spéculative (1973), om Hegel, Le Discours de la syncope (1976) och L’Impératif catégorique (1983) om Immanuel Kant, Ego sum (1979) om René Descartes, samt Le Partage des voix (1982) om Martin Heidegger. 
Utöver Le titre de la lettre har Nancy samarbetat med Lacoue-Labarthe genom skrivandet av flera gemensamma böcker och artiklar. Nancy är i huvudsak inspirerad av Jacques Derrida, Georges Bataille, Maurice Blanchot och Friedrich Nietzsche. Nancy översattes första gången till svenska i tidskriften Aiolos, nr 2 1996, texten "Identitet och bävan", svensk översättning Jan Holmgaard och Jan Arnald. Vidare finns artikeln "Ändlig och ändlig demokrati" publicerad i Vad innebär det att vara demokrat? (Tankekraft förlag, 2010).

## Svenska översättningar
- Nancy, Jean-Luc (2014). Demokratins sanning. I urval och översättning Marcel Mangold. Hägersten: Tankekraft. Libris 15416980. ISBN 9789186273224